# بنشوویتسه
بنشوویتسه (به چکی: Benešovice) یک منطقهٔ مسکونی در جمهوری چک است که در ناحیه تاخوو واقع شده‌است. بنشوویتسه ۱۷٫۱۶ کیلومتر مربع مساحت و ۱۸۵ نفر جمعیت دارد و ۴۹۲ متر بالاتر از سطح دریا واقع شده‌است.